# Verwaltungsgemeinschaft Bösleben
Die Verwaltungsgemeinschaft Bösleben lag im thüringischen Ilm-Kreis.

## Gemeinden
- Alkersleben
- Bösleben-Wüllersleben, Verwaltungssitz
- Osthausen-Wülfershausen
- Witzleben

## Geschichte
Die Verwaltungsgemeinschaft wurde am 9. Juni 1996 gegründet. Die Auflösung erfolgte am 31. Dezember 1996. Mit Wirkung zum 1. Januar 1997 wurde die Verwaltungsgemeinschaft mit der ebenfalls aufgelösten VG Kirchheim zur neuen Verwaltungsgemeinschaft Riechheimer Berg zusammengelegt.